# Georgios Kountouriotis

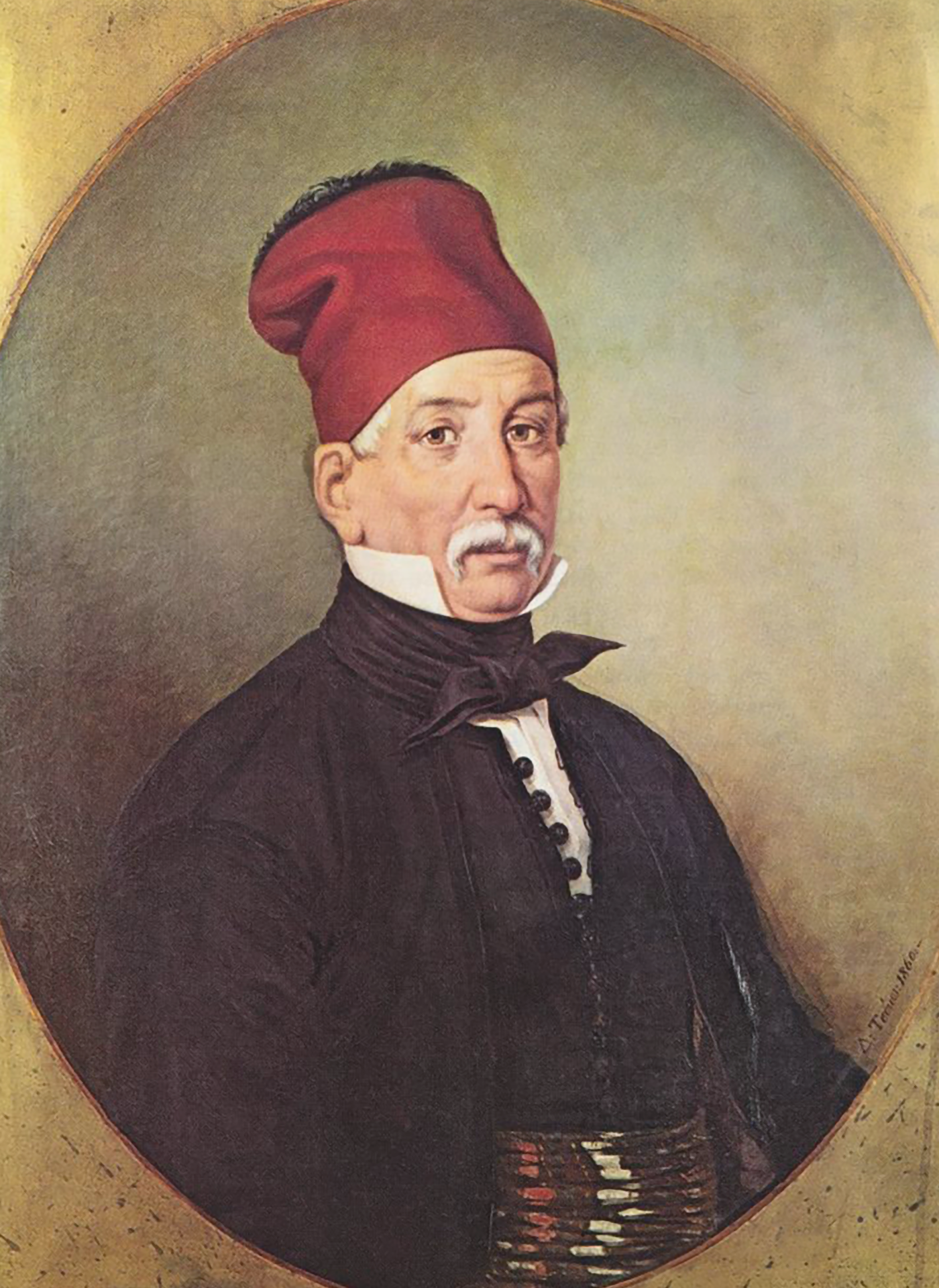
Georgios Kountouriotis.

Georgios Kountouriotis (Grieks: Γεωργιος Κουντουριώτης"), (Hydra, 1782 - aldaar, 13 maart 1858) was een Grieks politicus van Albanese afkomst. Georgios was de broer van de Griekse vrijheidsheld Lazaros Kountouriotis. 
In de eerste dagen van de Griekse revolutie in 1821 steunde de rijke redersfamilie Kountouriotis de revolutie met geld en schepen.
Ondanks zijn vele meningsverschillen met de kapiteins van de schepen die de Griekse vrijheidsstrijd steunden was hij lid van het executieve comité van de revolutie en van 31 december 1823 tot 26 april 1826 President van de Uitvoerende Raad en daarmee de facto Minister-president van Griekenland. Hij bekleedde deze positie ten tijde van het beleg van  Mesolongi.
Na het uitroepen van de Griekse onafhankelijkheid was Kountouriotis minister in het kabinet van Gouverneur Ioannis Kapodistrias. Na de moord op Kapodistrias werd hij President van de Griekse Senaat.
In 1832 werd Griekenland een koninkrijk. 
Kountouriotis was geen voorstander van een nauwe band tussen Griekenland en het Keizerrijk Rusland dat zijn invloed in de Balkan en in de traditie van de "Warm-water politiek" met name rond de Bosporus probeerde uit te breiden. 
Hij werd daarom lid van de pro-Franse (Γαλλικό Κόμμα) in plaats van de russofiele (Ρωσικό Κόμμα).
Op 22 april 1843 benoemde Willem II Georgios Kountouriotis tot Grootkruis in de Orde van de Eikenkroon.
Georgios was de grootvader van Admiraal Pavlos Koundouriotis die in de 20e eeuw enige tijd President van Griekenland was.